# آرون كومار (سياسي)
آرون كومار (بالهندية: अरुण कुमार)‏ (بالإنجليزية: Arun Kumar)‏ هو سياسي هندي، ولد في 2 أكتوبر 1959. حزبياً، نشط في جنتا دال. وقد انتخب عضو لوك سابها السادسة عشر ‏ عن دائرة Jahanabad Lok Sabha constituency ‏ وقد انضم خلال فترته النيابية ‏ للكتلة البرلمانية Rashtriya Lok Samta Party ‏ وانتخب عضو لوك سابها ‏.